# Enfermedad aguda

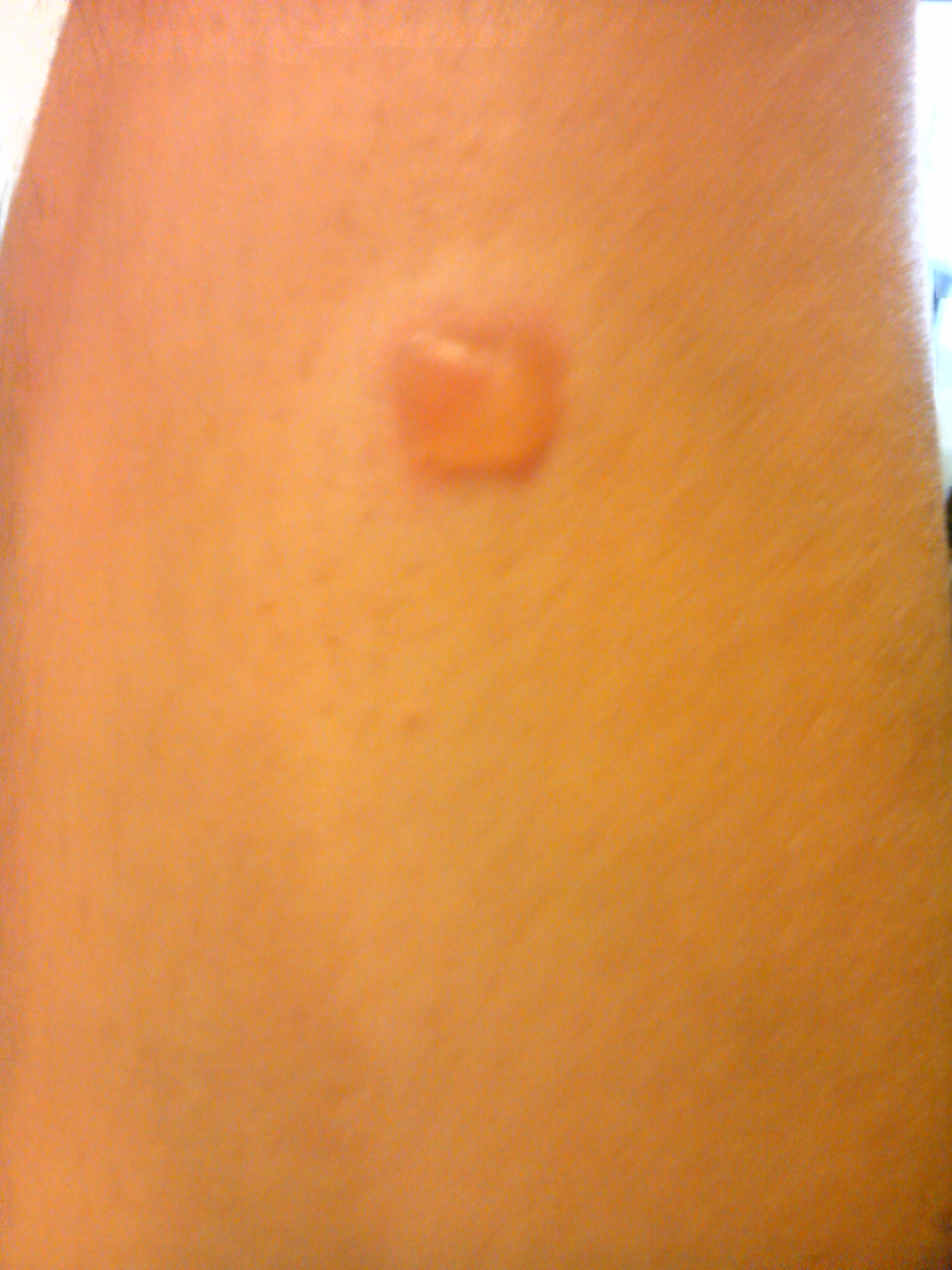
Inflamación serosa con quemadura

En medicina, se llama enfermedad aguda a aquella que tiene un inicio y un fin claramente definidos y es de corta duración. Actualmente, se considera que su duración es menor a tres meses. Es el término contrario a «enfermedad crónica».
El término «agudo» no dice nada acerca de la gravedad de la enfermedad ya que hay enfermedades agudas que no son graves (por ejemplo: resfriado común, gripe, cefalea) y otras que pueden ser muy graves (por ejemplo: púrpura fulminante, infarto agudo de miocardio). El término hace referencia al tiempo de evolución y no a la gravedad.
La 22.ª edición del Diccionario de la lengua española recoge en su definición de «agudo», para el caso de una enfermedad, la condición de grave. En el avance de la 23.ª edición, la voz se ha enmendado a «que alcanza de pronto extrema intensidad».